# بريندان فليتشر
بريندان فليتشر (بالإنجليزية: Brendan Fletcher)‏ هو ممثل كندي ولد بتاريخ (15 ديسمبر 1981) في وادي كوموكس كولمبيا البريطانية.

## أعماله
مثل في الكثير من الأفلام و المسلسلات منها سلسلة أفلام (Rampage) و فريدي ضد جايسون وCSI.

## وصلات خارجية
- بريندان فليتشر على موقع IMDb (الإنجليزية)
- بريندان فليتشر على موقع ألو سيني (الفرنسية)
- بريندان فليتشر على موقع أول موفي (الإنجليزية)
- بريندان فليتشر على موقع قاعدة بيانات الأفلام السويدية (السويدية)
- بريندان فليتشر على موقع إن إن دي بي (الإنجليزية)
- بريندان فليتشر على موقع قاعدة بيانات الفيلم (الإنجليزية)
- بريندان فليتشر على موقع كينوبويسك (الروسية)

صفحته في موقع IMDb